# Бражник Танкре
Бражник Танкре (Dolbina tancrei) — ночная бабочка из семейства бражников (Sphingidae).

## Описание
Средней величины (изредка - довольно мелкая) бабочка, с мощным, заострённым на конце телом и узкими вытянутыми крыльями. Основная окраска верхней стороны крыльев серовато-коричневая. На верхней стороне передних крыльях проходят волнистые поперечные перевязки. Рисунок задних крыльев развит слабо. Усики веретеновидные, относительно длинные, обычно с заострённой и крючковидно загнутой вершиной. Глаза крупного размера, округлые, прикрытые сверху пучком из удлинённых чешуек. Хоботок весьма длинный, превышает в несколько раз длину тела. Тёмные пятна на нижней стороне брюшка хорошо выражены только у экземпляров, летающих в середине лета. У майско-июньских особей иногда эти пятна могут почти полностью или даже полностью отсутствовать. Наиболее хороший признак, позволяющий легко определить бражника Танкре - наличие очень крупного серповидного шипа на вершине эдеагуса у самцов, диаметр которого заметно превышает диаметр эдеагуса.

## Ареал
Приамурье: юг и восток Амурской области, Еврейская АО, юг Хабаровского края до границы многопородных широколиственных лесов, Приморье, Курильские острова: Кунашир; Северо-Восточный Китай, Корея, Япония.

## Биология
Развивается в двух поколениях за год в Приморье и в одном поколении в Амурской области. Число поколений на юге Хабаровского края, вероятно, два, но они слабо разделены между собой, так что общее время лёта в крае — с конца мая до конца августа. Время лёта при двух поколения в Приморье — в июне и августе-сентябре; при одном в Амурской области — июнь—июль. Суточная активность с 23.00 до 01.30 (у самок) и с 23.20 до 03.40 (у самцов).
Гусеницы питается на ясене маньчжурском и носолистном, и на сирени амурской. Зимует куколка второго поколения.